# Stenorhopalus annulatus
Stenorhopalus annulatus là một loài bọ cánh cứng trong họ Cerambycidae.